# Nerax amazonicus
Nerax amazonicus là một loài ruồi trong họ Asilidae. Nerax amazonicus được Bromley miêu tả năm 1934. Loài này phân bố ở vùng Tân nhiệt đới.